# Особняк Листа
Особняк О. А. Ли́ста — жилой дом в Москве, построенный в 1898—1899 годах по проекту архитектора Льва Николаевича Кекушева. Известен как первое по времени произведение модерна в городе и одно из первых сооружений в этом стиле в России. Имеет статус объекта культурного наследия народов России федерального значения.
Кекушев построил дом как собственный, но уже в 1900 году продал его московскому предпринимателю Отто Адольфовичу Листу, по имени которого здание и вошло в историю архитектуры.
В 1910-х годах, когда особняком владели Сергей и Наталия Кусевицкие, дом стал одним из центров музыкальной и художественной жизни Москвы. В особняке проходили собрания совета «Российского музыкального издательства». Здесь останавливались Александр Скрябин, Клод Дебюсси, Александр Глазунов, Артур Никиш, Ферручо Бузони, Гарольд Бауэр, Бруно Вальтер и Михаил Бихтер, бывали Сергей Рахманинов, Николай Метнер, Сергей Прокофьев, Фёдор Шаляпин, Леонид Собинов, Борис Пастернак и многие другие деятели культуры.
Последним хозяином особняка перед его национализацией был крупный промышленник начала XX века Алексей Мещерский, воспоминания о жизни которого в этом доме оставила его дочь Нина Кривошеина. Позднее в здании размещались различные детские учреждения, а с послевоенного времени на протяжении многих лет его занимало посольство Аргентины. С 2003 года в особняке размещается представительство правительства Калужской области при правительстве Российской Федерации.
Здание отличается оригинальным художественным образом, необычной для времени постройки объёмно-пространственной архитектурной композицией и богатым декором. Изначальное отсутствие художественного и финансового диктата со стороны заказчика обусловило свободу авторского выражения и позволило Кекушеву опробовать на этой постройке ряд новаторских приёмов, предопределивших своеобразный архитектурный почерк мастера.

## История

### История создания и первые владельцы
Гражданский инженер Лев Николаевич Кекушев, окончив в Санкт-Петербурге Институт гражданских инженеров и перебравшись в 1890 году в Москву, уже к концу 1890-х годов стал одним из самых известных и востребованных московских зодчих. Выполнение проектов для состоятельных заказчиков — Матвея Кузнецова, Саввы Мамонтова, наследниц Герасима Хлудова— приносило солидный доход, который позволил ему в начале 1898 года купить небольшой участок земли в Глазовском переулке. За год до этого Кекушев женился, а в 1898 году в семье появился первый ребёнок — сын Николай.

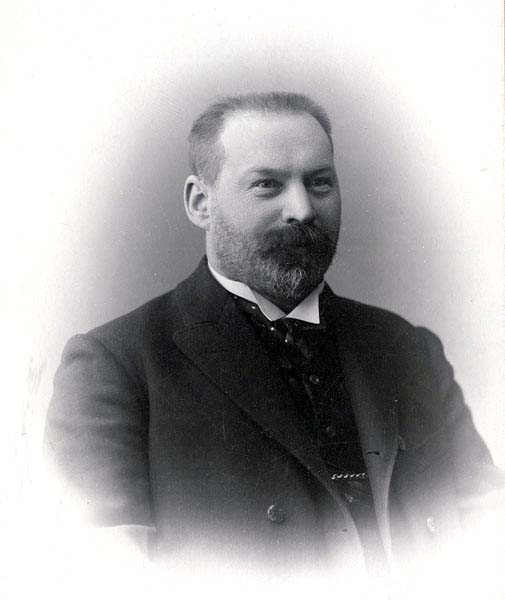
Лев Кекушев — архитектор и первый владелец особняка. Фото 1907 г.

Приобретённый Кекушевым участок сформировался в тех же границах ещё в первой трети XIX века между двором поручика Поливанова в Денежном переулке и огромной городской усадьбой Несвицкой на Смоленской-Сенной площади, которую с 1878 года занимал Рукавишниковский исправительный приют. На сохранившемся плане 1837 года показана деревянная застройка участка, принадлежавшего тогда купцу Д. С. Тихомирову, которая состояла из обращённого в переулок главного дома и здания служб во дворе. На протяжении XIX века застройка практически не менялась. В 1894 году владелица участка К. Е. Максимова получила разрешение на слом дворовых строений и замену их каменными, однако к строительству так и не приступила, и вскоре продала усадьбу Кекушеву. В марте 1898 года супруга архитектора Анна Ионовна, на которую оформили купленный участок, подала в Городскую управу прошение на строительство дома, приложив к нему проект, собственноручно вычерченный Кекушевым. После получения разрешения прежние строения были сломаны и в мае того же года развернулись работы по возведению особняка; через десять месяцев — в феврале 1899 года — строительство было окончено. Кроме особняка в задней части двора построили служебный корпус, который включил в себя конюшню, каретный сарай, помещения для кучеров и дворников, сарай для дров и ледник.
В первой половине 1900 года Кекушев продал особняк потомственному почётному гражданину Отто Адольфовичу Листу, по имени которого здание позднее и вошло в историю архитектуры. Исследователь московского модерна и биограф Кекушева Мария Нащокина предполагает, что архитектор изначально строил дом с целью последующей продажи. В пользу этой версии может говорить тот факт, что Кекушев не стал переезжать в построенный и полностью отделанный особняк, а вскоре приступил к проектированию нового собственного дома на Остоженке. Возможно, строительство особняка на продажу стало для Кекушева своего рода творческим и экономическим экспериментом, на который его натолкнуло начавшееся в тот же период сотрудничество с основанным Саввой Мамонтовым Северным домостроительным обществом. Общество намеревалось массово возводить «под ключ» и продавать дорогое жильё в Москве в набирающем популярность в Европе «новом стиле» (модерн в то время ещё не получил своего названия), который, по мысли Саввы Ивановича, мог привлечь передовых состоятельных покупателей, следящих за европейской модой. Кекушев разработал проект первого особняка Общества на Тверском бульваре, который своими лаконичными формами и отсутствием привычного декора разительно отличался от большинства возводимых в то время московских построек, был свободен от национальных и исторических реминисценций. По разным причинам строительство несколько раз откладывали, а затем и вовсе отменили — Мамонтов загорелся ещё более масштабной идеей возведения в Театральном проезде гостиницы «Метрополь». Вероятно, в этой ситуации Кекушев и решился выстроить и продать один полностью отделанный особняк, использовав при этом не только идею Мамонтова, но и применив при строительстве многие композиционные и архитектурно-планировочные решения, найденные им в проекте особняка Северного домостроительного общества. В публицистике встречается и другая версия скорой продажи Кекушевым своего особняка: якобы восхищённый необычным домом Отто Лист предложил за него такую цену, что архитектор, изначально не собиравшийся продавать постройку, не устоял. О приблизительной цене сделки можно судить по опубликованной Кекушевым в том же 1900 году в журнале «Зодчий» заметке с описанием построенного здания (уже названного «особняком Листа»), в которой архитектор оценил стоимость участка в 20 тыс. рублей, а дома — в 100 тыс. рублей, указав, что это «приблизительная стоимость современных построек этого типа в Москве».
Новый хозяин особняка приходился племянником богатому московскому промышленнику немецкого происхождения Густаву Ивановичу Листу и, одновременно, был его зятем, будучи женатым на дочери Листа Марии. Отто Адольфович был директором одного из заводов принадлежащего дяде акционерного общества «Густав Лист», занимался преподаванием в Комиссаровском Техническом училище, и то и дело брался за реализацию собственных коммерческих проектов. По воспоминаниям внучки Густава Ивановича, Отто не был успешен в своих предпринимательских начинаниях и неизменно разорялся; его личная жизнь так же не складывалась — Мария Густавовна оставила его и вышла замуж за Клавдия Немешаева, министра путей сообщения в правительстве Витте. В некоторых публикациях особняк в Глазовском называется местом жительства и самого Густава Листа, однако другие источники подобного факта не упоминают, а, напротив, свидетельствуют, что Густав Иванович вплоть до своей смерти в 1913 году жил в собственном доме на Софийской набережной, рядом с принадлежащим ему заводом.

### Кусевицкие
Не позднее 1908 года особняк приобрела Наталия Кусевицкая, младшая дочь московского миллионера-чаеторговца, почётного директора Филармонического общества Константина Ушкова, и жена контрабасиста-виртуоза и начинающего дирижёра Сергея Кусевицкого. В 1908 году Кусевицкие, после нескольких прожитых в Европе лет, где Сергей Александрович окончил курс техники дирижёрского искусства у Артура Никиша и дал ряд триумфальных концертов в качестве симфонического дирижёра, вернулись в Москву и поселились в особняке в Глазовском переулке.

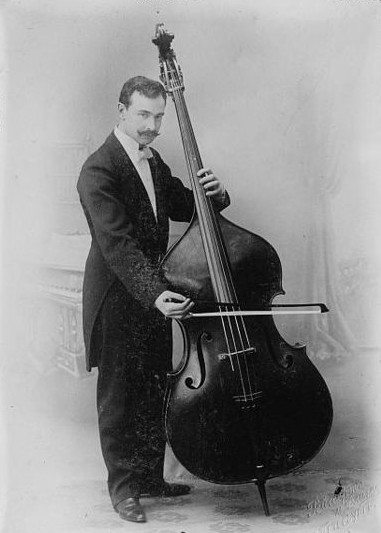
Сергей Кусевицкий

Музыковед Виктор Юзефович в монографии о Сергее Кусевицком указывает, что до Кусевицких домом владела Маргарита Кирилловна Морозова, которая якобы продала его в 1910 году Константину Ушкову, а тот подарил своей дочери Наталии. В других источниках сведения о Морозовой, как о собственнице бывшего особняка Листа, отсутствуют. Напротив, согласно адресной и справочной книге «Вся Москва», особняк числится за Кусевицкими уже с 1908 года; ряд событий из их жизни в этом доме, запечатлённых в воспоминаниях современников, также относится к более раннему времени, чем год покупки, на который указывает Юзефович. Не соответствует реальному облику интерьеров особняка Листа и приведённое в монографии словесное описание его «безвкусного» убранства («„египетская“ прихожая, ампирный зал, „помпейский“ аванзал и русская столовая»). Вместе с тем факт продажи Морозовой своего дома одному из Ушковых действительно имел место: сын Ушкова-старшего, Михаил Константинович, купил в 1910 году не бывший особняк Листа, который к тому времени уже принадлежал его сестре, а другой дом напротив — особняк торцом по Глазовскому переулку и фасадом выходящий на Смоленский бульвар (№ 26/9), которым и владел вплоть до 1917 года. Именно этот дом Маргарита Кирилловна называла в своих мемуарах «некрасиво отделанным», перечисляя помещения, оформленные в разных исторических стилях.
В январе 1909 года, в свой первый «пробный» приезд в Москву, по приглашению Кусевицкого в особняке на два месяца остановился Александр Скрябин, с которым Сергей Александрович в то время был дружен и которому помогал материально; вместе со Скрябиным в Москву приехали Татьяна Шлёцер и их совместные дети Юлиан и Ариадна. Музыкальный критик Леонид Сабанеев, впервые по случаю приезда Скрябина побывавший у Кусевицких, был поражён обстановкой дома и царившей в нём атмосферой:

В доме Кусевицких Скрябины были окружены огромным почётом, но в этом пышном и мрачном доме всё было смертельно натянуто, от хозяина и его миллионной супруги и до лакеев и… бульдогов, которые составляли тоже органическую часть обстановки. В огромном кабинете, где с потолка свешивались какие-то лиловые огурцы-лампы, похожие на баклажаны, и стиль напоминал отдельный кабинет ресторана, было неуютно и чопорно, но мне показалось, что Татьяна Фёдоровна до некоторой степени наслаждалась этой буржуазной пышностью.

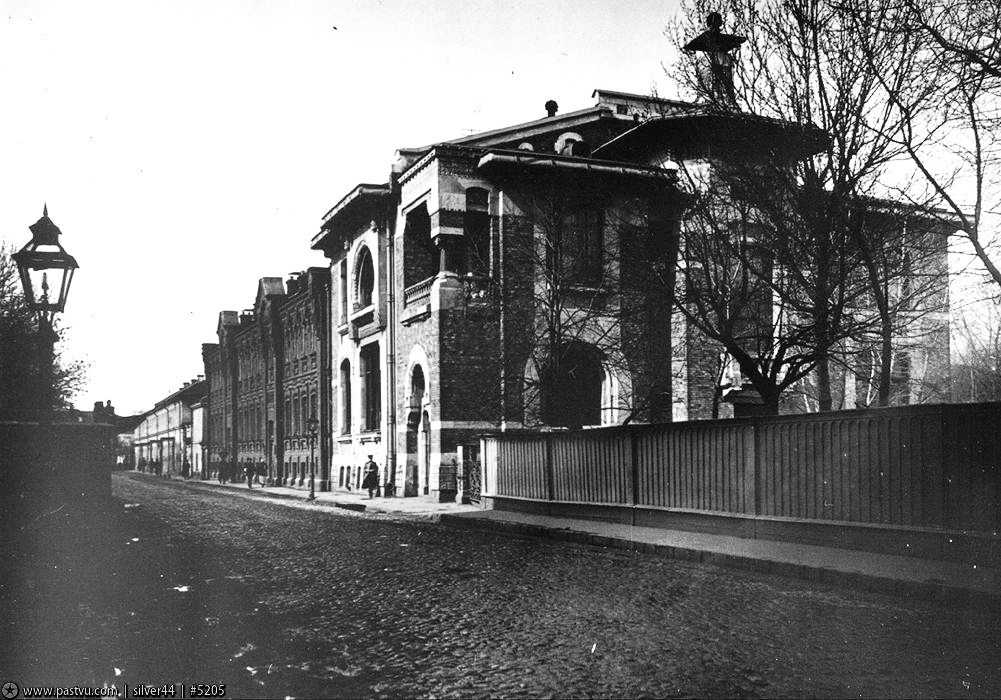
Глазовский переулок в сторону Смоленского бульвара. Фото 1913—1914 годов

Скрябина в Глазовском навещали композиторы Сергей Танеев, Николай Метнер и Александр Гольденвейзер. В начале марта к нему приходил на прослушивание молодой Борис Пастернак, буквально боготворивший композитора и пытавшийся сделать тогда выбор между музыкой и философией, между философией и поэзией. Скрябин, по словам Пастернака, его «выслушал, поддержал, окрылил и благословил» и порекомендовал перейти с юридического факультета университета на философский; Пастернак последовал совету композитора в том же году. В честь Скрябина Кусевицкие устраивали в особняке несколько званых обедов, на одном из которых, в присутствии Александра Гольденвайзера, Маргариты Морозовой, Николая и Эмилия Метнеров, случился скандал: Кусевицкий публично и неожиданно для Морозовой, пытавшейся выполнять роль миротворца в запутанной личной жизни Скрябина и проявлявшей сочувствие к законной жене композитора Вере Ивановне, поставил перед Маргаритой Кирилловной вопрос выбора: или Скрябин, или Вера Ивановна. Морозова сделать подобный выбор отказалась и покинула особняк.
В марте 1909 года Сергей и Наталия Кусевицкие основали «Российское музыкальное издательство». В совет издательства, возглавляемый Кусевицким, вошли Сергей Рахманинов, Александр Скрябин, Николай Метнер, Сергей Танеев, Александр Гедике, Николай Струве, Александр Оссовский и Леонид Сабанеев. Собрания совета, как правило, проходили в особняке Кусевицких, в кабинете хозяина. Присутствовала на этих заседаниях и Наталия Константиновна — «Наташочек», как звал её супруг. Многие бывавшие в доме рисовали в своих воспоминаниях образ хозяйки холодным и неприветливым. Оссовский так описал впечатления от посещения Кусевицких:

Довольно полная белолицая блондинка среднего роста, с голубыми глазами и лёгким румянцем на щеках; тонкие, недобрые губы её были всегда плотно сжаты; общее выражение лица было неприветливое, несколько надменное. Наталия Константиновна была молчалива, как сфинкс, мнения своего не высказывала, участия в голосовании не принимала, но про себя, несомненно, делала выводы из выслушанных высказываний членов совета и затем втихомолку воздействовала на мужа.
Недоброжелатели намекали, что Кусевицкий оставил первую жену и женился на дочери миллионера по расчёту; состояние Наталии Константиновны, якобы, было залогом его успеха не только в издательском деле, но и объясняло головокружительную музыкальную карьеру. Однако по воспоминаниям музыканта Михаила Бихтера, некоторое время жившего в особняке Кусевицких, «отношения между ними, насколько мне самому пришлось наблюдать их совместную жизнь, <…> вполне дружелюбны и не накладывают никакой тени в связи с мыслью о корыстолюбии со стороны Кусевицкого. Повторяю, я близко знал их жизнь и всегда видел самое нежное, самое благородное и корректное отношение между супругами, что делает все досужие версии весьма сомнительными».

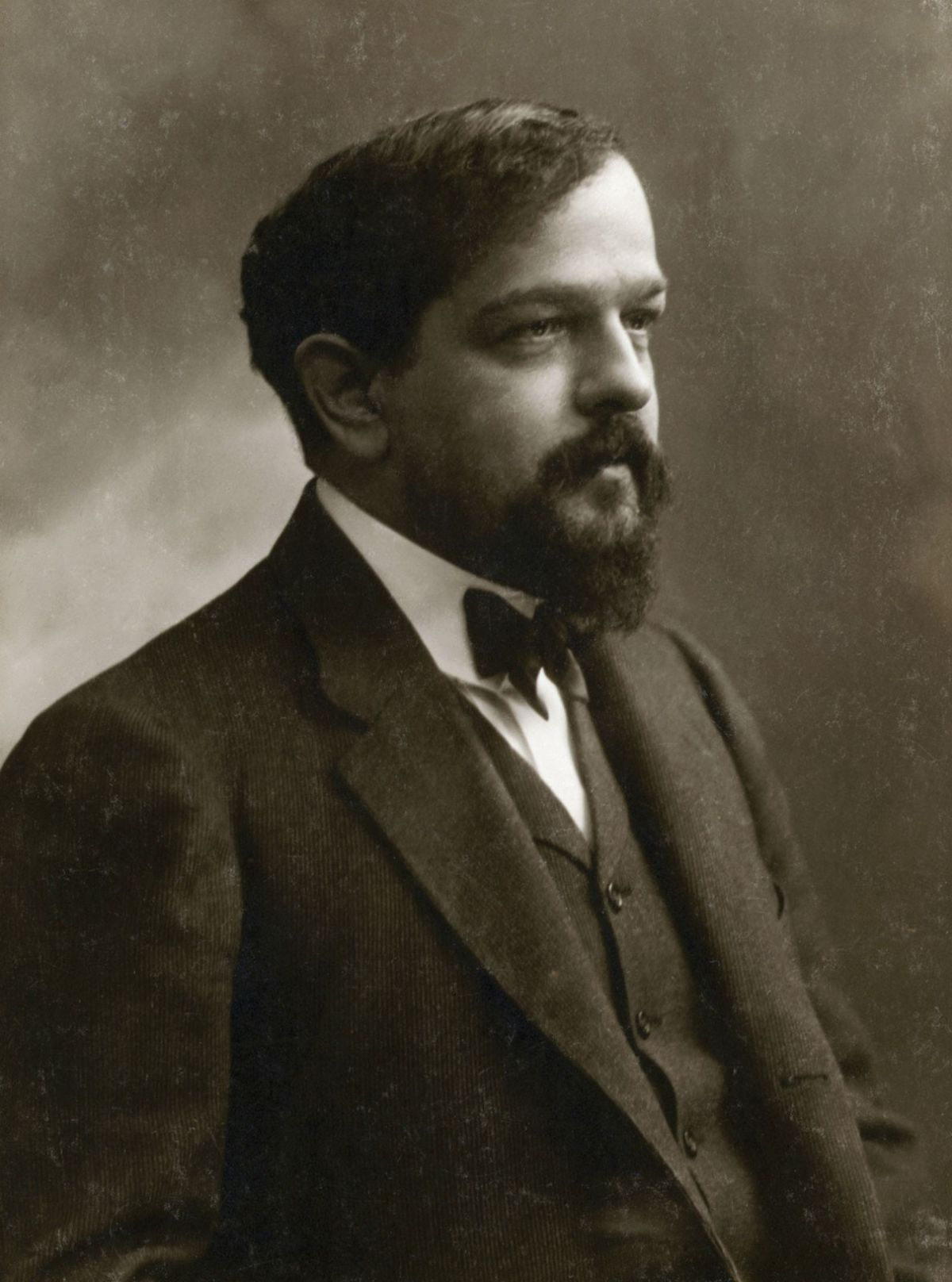
Клод Дебюсси

Полотна из собрания Кусевицких
В особняке останавливались и зарубежные музыканты, гастролирующие в России по приглашению Кусевицкого, который с начала 1910-х годов стал активно заниматься антрепренёрством. В 1910 году хозяева принимали Гарольда Бауэра, в 1912 году — Ферручио Бузони и Артура Никиша, в январе-феврале 1914 года их гостем стал Бруно Вальтер. В конце 1913 года в особняке остановился Клод Дебюсси, который в письмах жене называл дом Кусевицких роскошным и тепло отзывался об оказанному ему приёме; в один из дней повидать композитора заходил к Кусевицким Сергей Дягилев. В эссе «Дебюсси в Москве» Сергей Прокофьев поведал анекдотичную историю, как Дебюсси решил обучить жившего в особняке дрозда насвистывать сочинённую им мелодию: «это ему удалось, причём так хорошо, что даже после отъезда Дебюсси из Москвы дрозд продолжал насвистывать эту мелодию каждому, кто был согласен её слушать. Таким образом дрозд оказался в центре внимания московского музыкального мира». В том же эссе Прокофьев рассказал о попытке другого остановившегося позднее у Кусевицких композитора — Александра Глазунова — научить птицу исполнять новый музыкальный мотив: «ночью в салоне были услышаны шум его шагов и его отчаянные попытки научить дрозда свистеть другую, им сочинённую мелодию. Увы, попытки оказались тщетными…».
Жизнь дома была наполнена музыкальными событиями. На устраиваемых Кусевицкими вечерах здесь выступали Шаляпин, Собинов, Нежданова и Алчевский; за стоявшим в большой зале роялем сидели Танеев, Рахманинов, Прокофьев, Рубинштейн и Годовский. На одном из вечеров здесь была исполнена Детская симфония Гайдна с участием Сергея Кусевицкого, Фёдора Шаляпина, Александра Гречанинова, Исая Добровейна и Марка Мейчика; дирижировала Елена Гнесина.
Хозяева особняка были членами общества «Свободная эстетика», объединившего художников, коллекционеров, поэтов и других людей искусства, и обладали богатой коллекцией современной живописи (около 260-ти произведений). Среди украшавших особняк картин были работы Врубеля, Бакста, Рериха, Серова; в кабинете Сергея Александровича стоял выполненный Анной Голубкиной скульптурный бюст Кусевицкой (работа, известная ныне как «Дама»). Наталия Константиновна сама увлекалась искусством — брала уроки игры на фортепиано у Бекман-Щербины, занималась скульптурой у Голубкиной, мастерская которой находилась неподалёку, в Большом Лёвшинском переулке. Последнее увлечение в конечном итоге стало её профессией — уже находясь в эмиграции Кусевицкая выполнила ряд скульптурных работ.
С началом войны с Германией концертная деятельность Сергея Кусевицкого заметно сократилась, запланированные зарубежные гастроли были отменены, оркестр, бо́льшую часть музыкантов которого призвали в действующую армию, фактически распался. К тому времени основательно уменьшилось и состояние Наталии Константиновны — не только из-за больших трат на проекты мужа, но и вследствие затяжных денежных тяжб с другими детьми Ушкова и с наследниками его компаньона по чаеторговому делу Губкина. Вскоре особняк перестали отапливать и семья переселилась в скромную квартиру на третьем этаже недавно построенного Наталией Константиновной большого доходного дома напротив (№ 7, в глубине участка, за особняком Михаила Ушкова) «…Страшно жить не у себя, а с чужими людьми, — писала Кусевицкая в 1916 году. — <…> Все думают, что это не на долгое время, а оказывается, что живёшь так неудобно уже вторую зиму». По воспоминаниям Оссовского, ранее свойственная быту Кусевицких «официозность исчезла, лакея в „форме“ сменила обыкновенная буржуазная горничная. Приёмы прекратились».

### Мещерский
В феврале 1917 года пустующий особняк Кусевицких купил Алексей Павлович Мещерский — «Русский Форд», как называли его газеты, крупный банкир и промышленник, один из владельцев и директор-распорядитель Сормовского и Коломенского заводов, объединивший их в трест «Коломна — Сормово». Мещерский, живший до этого в Петрогораде, оставил семью и переехал в Москву с молодой возлюбленной Еленой Гревс — женой известного столичного нотариуса. По воспоминаниям дочери Мещерского Нины Кривошеиной, вместе с Еленой Исаакиевной в особняке поселились и дети Гревса от прежних браков, «сразу завелись там две собаки, ряд приживалок, и… мой отец почувствовал себя наконец вполне счастливым, покинув в течение трёх дней прежнюю семью и, главное, свою первую жену, с которой никогда не был счастлив»; жили они в Глазовском «широко, всё было, что надо, и больше того».

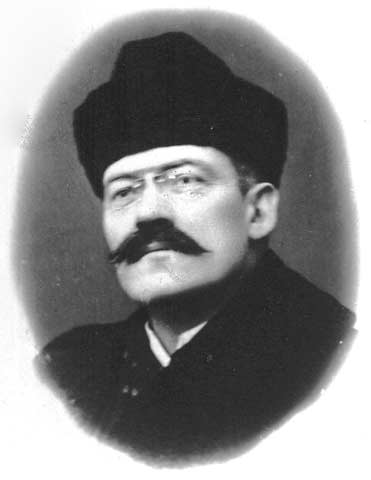
Алексей Мещерский, последний владелец особняка перед национализацией.
Фото 1915 г.

После октябрьской революции В. И. Ленин начал переговоры с рядом крупных промышленников о создании смешанных государственно-капиталистических трестов. В ноябре 1917 года подобные переговоры стали вести и с Мещерским: на базе объединённых коломенско-сормовских заводов Ленин предлагал создать трест «Национальное общество», куда бы также вошли другие крупные металлургические и машиностроительные заводы и ряд угольных шахт. Мещерский представил несколько проектов создания треста, однако все они предполагали сведение к минимуму роли государства в управлении предприятиями и сохранение за собственниками большей части основного капитала. Все проекты были Лениным отвергнуты — «архижулик», называл он Мещерского. В апреле 1918 года президиум ВСНХ принял решение переговоры прекратить, а заводы национализировать. Мещерского тут же арестовали и поместили в «Бутырки».
Елена Гревс стала искать способы вызволить гражданского мужа — обращаться в различные инстанции и к влиятельным знакомым Мещерского, подавать многочисленные прошения. Вскоре у Гревс появились неизвестные, которые пообещали за крупную взятку устроить освобождение Алексея Павловича через высокопоставленных работников ВЧК. Елена Исаакиевна передала вымогателям около 34 тыс. рублей, время шло, а результата всё не было — Мещерский оставался под арестом. Осенью 1918 года в Глазовский пришёл представившийся чекистом Григорий Годелюк и предложил Гревс освободить Мещерского за 650 тысяч рублей, пригрозив, что иначе того расстреляют. Гревс обратилась к известному московскому адвокату Якулову, а тот, в свою очередь — к своему знакомому, председателю следственной комиссии Московского ревтребунала Цивцивадзе. Особняк Мещерского оцепили, а в одной из комнат устроили засаду — за ширмой прятался сам Цивцивадзе и стенографистка. В обусловленный день ничего не подозревавший Годелюк явился к Гревс, получил от неё аванс в 12 тыс. рублей и рассказал, что делом Мещерского займётся председатель контрольно-ревизионной комиссии при ВЧК Фёдор Косырев. На следующий день, 8 октября 1918 года, Годелюка и Косырева арестовали, а Мещерского выпустили из тюрьмы. Алексей Павлович вместе с гражданской женой спешно покинул особняк в Глазовском и отправился сначала в Петроград, а затем нелегально перешёл финскую границу.
В феврале 1919 года состоялось заседание Революционного трибунала, обвинителем на котором был Крыленко, а свидетелями выступили Дзержинский и Петерс. Косырева признали «опасным для революции», «вредным для молодой социалистической республики» и приговорили к расстрелу, который тут же привели в исполнение. Дело Мещерского-Косырева стало одним из самых громких процессов первых лет советской власти. Н. В. Крыленко включил своё выступление на этом процессе в состав изданного в 1923 году сборника своих избранных речей. Александр Солженицын описал эти события в художественно-историческом исследовании «Архипелаг ГУЛАГ».

### После национализации
Первое время после бегства Мещерского и Гревс в особняке продолжали жить верные им камеристка Дуня с мужем, охранявшие имущество, которое хозяева не сумели вывезти за границу: «отец и мачеха жили в полной уверенности, что вот-вот вернутся в Глазовский», — вспоминала Н. Кривошеина. В 1919 году особняк особняк национализировали и там разместилась детская библиотека-читальня имени А. Н. Островского, которую перевели сюда из здания Рукавишниковского приюта на Смоленской-Сенной площади. Книжный фонд читальни, первоначально насчитывавший 26 тысяч экземпляров, дополнили собраниями библиотеки расформированного Суворовского кадетского корпуса и части фонда детской библиотеки имени Карла Маркса. В начале 1920 года Кусевицкий, который в то время был главным дирижёром Большого театра и состоял членом музыкального отдела Наркомпроса, предложил передать свой бывший дом под проведение камерных концертов классической музыки, однако эту идею отвергли и в здании продолжила работать детская библиотека. В 1926 году библиотеку переименовали, присвоив ей имя Н. К. Крупской; сама Надежда Константиновна дважды её посещала. В 1927 году библиотеку перевели на Кропоткинскую улицу, а в особняке Листа разместили детский сад.
С послевоенного времени до конца 1990-х годов здание занимало посольство Аргентины (сначала в СССР, затем в Российской Федерации). В 1992 году особняк Листа был принят под государственную охрану как памятник архитектуры местного значения; в 1995 году он получил статус объекта культурного наследия федерального значения, а здание служб — объекта культурного наследия регионального значения. В 2003 году дом передали представительству правительства Калужской области при правительстве Российской Федерации, которое занимает его до настоящего времени и является собственником здания.

## Архитектура и оформление

### Стилевые особенности
Особняк Листа считается первым по времени целостным произведением московского модерна и одним из первых сооружений в этом стиле в России. По мнению Ульяма Брумфилда, в постройке заметно влияние западноевропейского Art Nouveau, «как в контрапункте кирпича и камня, так и в создании асимметричной конструкции из прямоугольных компонентов». Эту точку зрения разделяет и Мария Нащокина, которая, в частности, отмечает, что трактовка Кекушевым некоторых элементов композиции здания напоминает почерк основоположника франко-бельгийского варианта стиля Виктора Орта. Вместе с тем, в отличие от большинства московских зодчих, которые в период бытования модерна заимствовали фасадно-интерьерную декорацию его западноевропейских образцов, Кекушев воспринял и глубоко переработал формально-пространственные открытия пионеров нового стиля, что позволило ему уже в первой по времени постройке московского модерна выработать индивидуальный и узнаваемый стилистический язык.
Элементы декоративного оформления уличного фасада
Обладая свойственными модерну характеристиками, здание, вместе с тем, несёт отпечаток стилизованных мотивов романского зодчества, подмеченных архитектурными обозревателями ещё в начале XX века. Их присутствие видно в рисунках деревянного полотна входной двери и каменных растительных орнаментов, проявляется в использовании отдельных ордерных элементов, оформлении массивного цоколя и трактовке колонки лоджии.
В начале XX века описание, фотографии и проекты особняка и служебного корпуса были опубликованы в ряде профессиональных архитектурных изданий, в том числе вошли в изданную Г. В. Барановским «Архитектурную энциклопедию XIX века», что свидетельствует об отношении профессионального сообщества того времени к данным постройкам Кекушева как к образцовым произведениям нового стиля, получившего позднее в России название «модерн».

### Объёмно-пространственная композиция и внешний декор
Компактное по размерам здание поставлено по красной линии переулка и занимает почти всю ширину вытянутого в глубь квартала участка. Левой боковой стеной дом примыкает к одному из строений бывшего Рукавишниковского приюта, что придаёт общему плану особняка вид прямоугольной трапеции. Асимметричная объёмно-пространственная композиция особняка основана на сочетании взаимно пересекающихся разновеликих кубических элементов, которые в плане и объёмах повторяют бо́льшую часть его основных помещений; композиция постепенно развёртывается и нарастает в глубь владения. Наряду с этим новаторским, свойственным модерну приёмом, архитектор использовал и другой, характерный для традиционной архитектуры метод подчёркивания уличного фасада здания, декоративная обработка которого наиболее богата и разнообразна. Архитектурный критик начала XX века Борис Николаев предположил, что «разгадка этого явления просто в требованиях полиции, которые ведут своё начало с той эпохи, когда классический строгий стиль был обязателен для построек».
Плоскости фасадов прерывает угловая лоджия, использование которой в композиции, по мнению искусствоведов Е. А. Борисовой и Т. П. Каждан, объясняется свойственным Кекушеву тяготением «к нарочитой усложнённости фасадов». Затенённый проём лоджии придаёт композиции дополнительный контраст и подчёркивает пластичность выполненной из полированного чёрного гранита гротескной толстой колонки, увенчанной развитой цинковой капителью с растительным рисунком. Сильно вынесенный металлический карниз и высокий прямоугольный рельефный аттик над лоджией придают особняку новаторский для времени его постройки вид сооружения с плоской кровлей.
Уличный и боковой фасады особняка облицованы небольшим прямоугольным боровичским кирпичом палево-жёлтого оттенка, который контрастирует с крупными элементами декора из светло-серого тарусского «мрамора» и относительно небольшими включениями оштукатуренных поверхностей — рустованным цоколем и раскрепованными обрамлениями ниш, оконных и дверного проёмов. Выразительность композиции придают крупные окна различных форм, что отличается от традиционной для того времени практики освещать помещения рядами небольших окон типовых размеров. Окна уличного ризалита — арочное на втором этаже и прямоугольное на первом, занимающие почти весь простенок выступающей части здания — с расстояния воспринимаются как одно целое огромное окно, расчленённое широким горизонтальным импостом. Деревянные переплёты некоторых окон снабжены снаружи сильно выступающими стилизованными ордерными элементами — миниатюрными приставными колонками. Детали декоративного убранства здания выполнены из ценных строительных материалов и отличаются тонкостью и высочайшим качеством исполнения, что придаёт постройке черты ещё большей уникальности.
В арочной нише над порталом входной двери расположено полихромное мозаичное панно с изображением водорослей и обитателей подводного мира. В правом нижнем углу панно имеется монограмма «W. W.», более в застройке Москвы нигде не встречающаяся. Судя по этой подписи, предположительным автором панно является другой известный мастер московского модерна, сотрудник бюро Кекушева в период проектирования гостиницы «Метрополь» и его коллега по работе в Московском торгово-строительном акционерном обществе — Вильям Валькот, который подписывал некоторые свои эскизы и графические работы аналогичным образом. Между первым и вторым этажом по уличному ризалиту идёт орнаментальный мозаичный фриз с изображением на золотом фоне подснежников. Как в предыдущих, так и в последующих работах Кекушева оформление фасадов мозаикой более не встречается.
В отличие от богатых разнообразным декором уличного и бокового фасадов здания, его дворовый фасад решён более лаконично: гладкая плоскость стены расчленена повторяющимися оконными проёмами и небольшими плоскими нишами, что создаёт впечатление каркасной конструкции особняка, предваряющей решения рационального модерна.

### Планировка и интерьеры

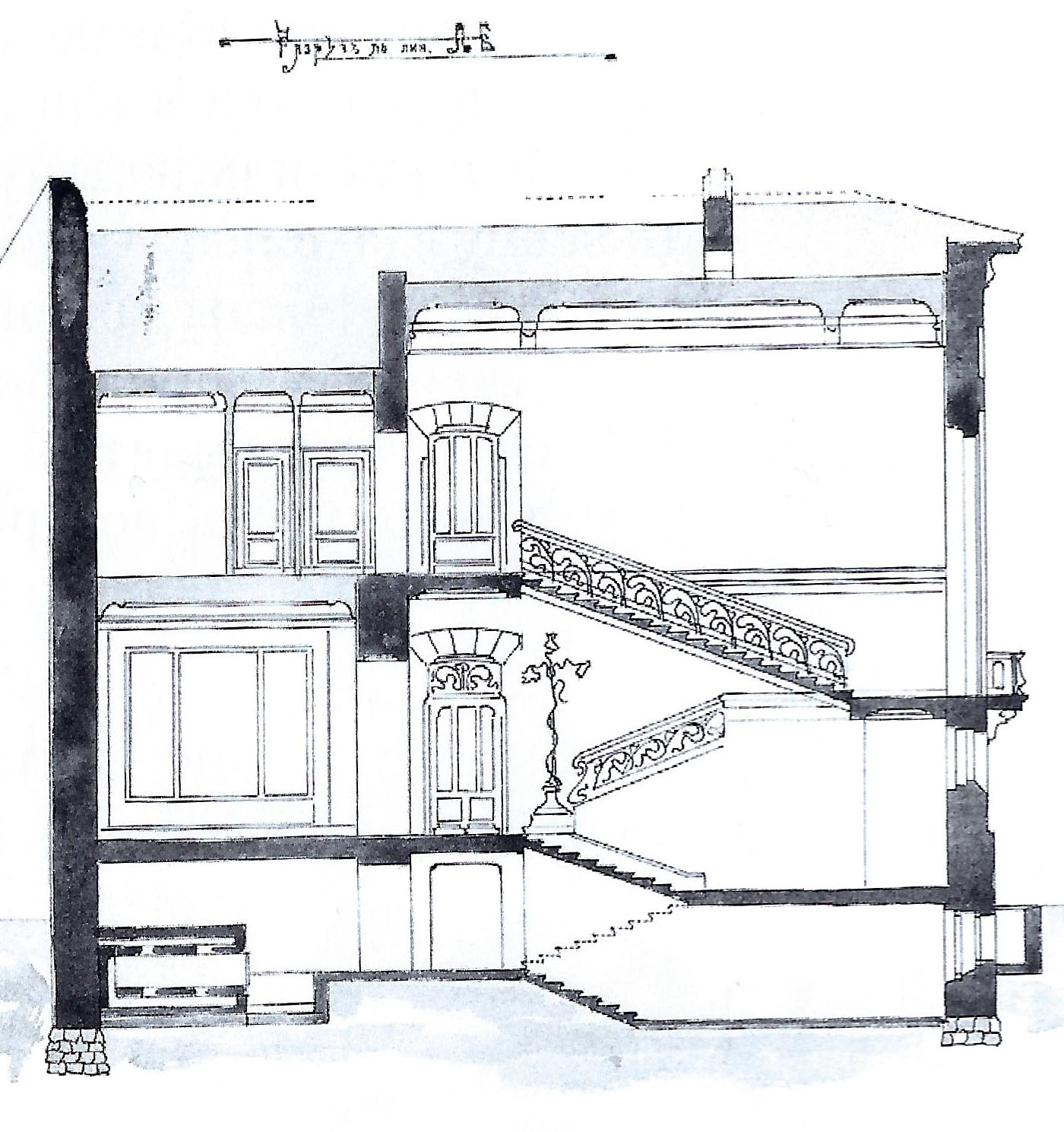
Разрез по парадной лестнице

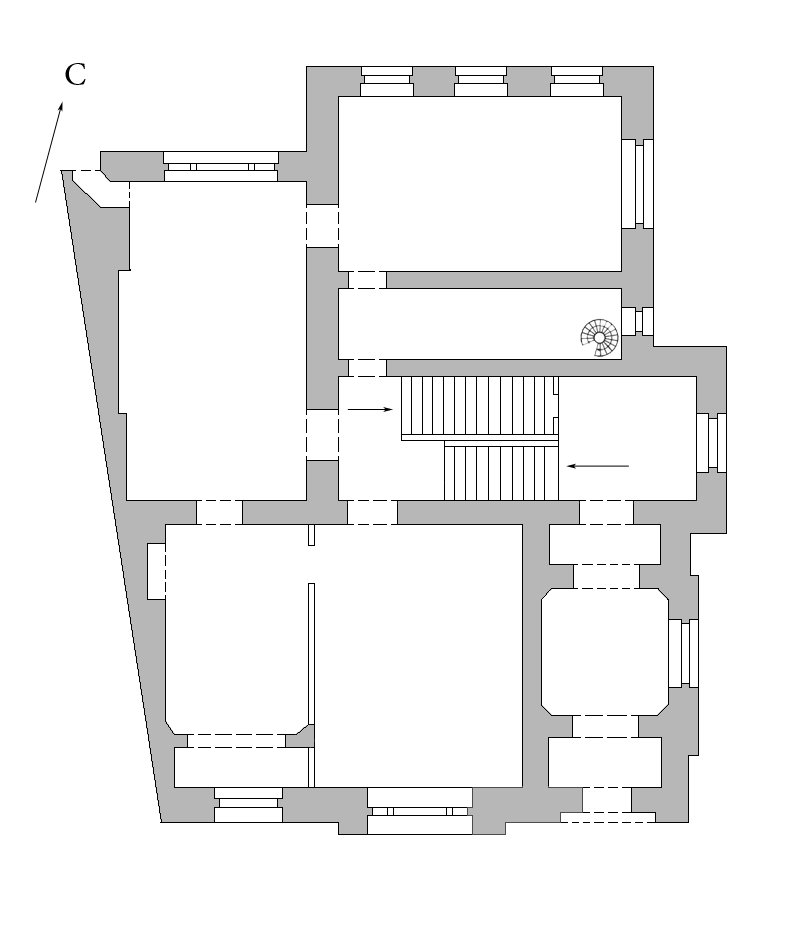
План первого этажа

Дом площадью около 391 м2 имеет подчёркнуто простую планировку: немногочисленные помещения первого и второго этажей организованы вокруг широкой лестницы, размещённой в выступающем башнеообразном объёме и освещённой огромным окном. Пространственная организация особняка способствует восприятию внутренних помещений большими и просторными. На первом этаже (бельэтаже), куда из вестибюля ведёт первый марш лестницы, размещались традиционные для конца XIX века парадные помещения особняка: кабинет хозяина окнами в переулок, смежная с ним буфетная, обращённая окнами во двор большая гостиная (за́ла) и соединённая с ней столовая. Второй этаж занимали жилые комнаты — спальня, три детские и комната прислуги; из помещения, обращённого арочным окном в переулок, можно выйти на лоджию, в плиточном полу которой скрывается люк, ведущий в тёмную потайную кладовку. В задней части здания находится чёрная винтовая лестница, ведущая на чердак, где устроены комната (первоначально для прислуги) и выходы на две террасы, одна из которых расположена над лоджией, вторая — на срезанном конце крыши со двора. В цокольном этаже размещались кухня, кладовые для продуктов и вина, три комнаты прислуги и котельная.
Интерьеры особняка были оформлены довольно просто и, вместе с тем, дорого — архитектор применил в декоре довольно редкие и дорогостоящие отделочные материалы, обставил комнаты сделанными на заказ предметами мебели, многие из которых были встроены в специальные ниши и выполнены по собственным эскизам зодчего. Сам Кекушев так описывал внутреннее убранство здания:

Потолки в кабинете и столовой обработаны в ба́лочку, с кессонами и живописью между ними; гостиная с ореховым потолком и панелями в японском характере. Во втором этаже отделка простая, с оклейкой стен обоями и окраской масляной краскою. Парадная лестница — по железному каркасу, с дубовою отделкою: поручнем, балясником, и с дубовым потолком. Облицовка стен в ванных и кухне — фарфоровыми плитами: полы вестибюля и кухни из метлахских плиток.
К настоящему времени большинство первоначальных интерьеров особняка утрачены. Сохранились парадная лестница, отделка потолков первого этажа, кессонированных по-разному исполненными, тонированными тёмным лаком деревянными балками, деревянный портал алькова и встроенный посудный шкафчик в буфетной комнате, обрамлённые эффектными дубовыми порталами дверные полотна и некоторые другие элементы внутреннего оформления; в одном из помещений второго этажа сохранился фрагмент первоначальных обоев приглушённого серо-зелёного оттенка. Некоторые декоративные элементы, стилизующие мотивы модерна и украшающие ныне интерьеры особняка, созданы современными художниками. К их числу, например, относятся расположенные над дверями витражи-десюдепорты

### Влияние на последующее творчество Кекушева

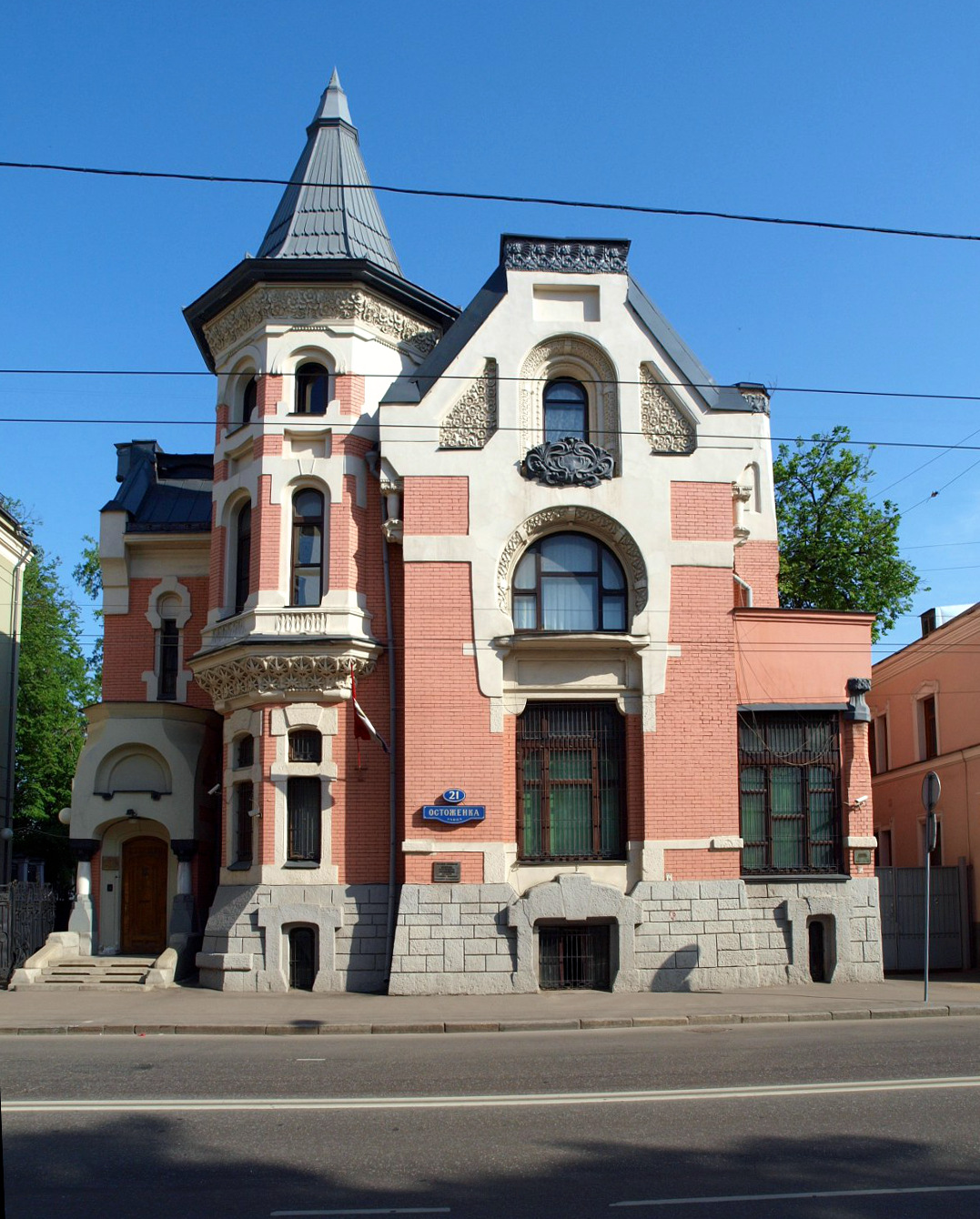
Особняк Л. Н. Кекушева (А. И. Кекушевой) на Остоженке (1900—1903). Фото 2010 г.

Многие композиционные и декоративные приёмы, впервые в совокупности применённые Кекушевым в особняке Листа, стали авторскими, предопределили индивидуальную лексику «кекушевского» модерна, использованную позднее при создании других построек. Так, именно в этом произведении Кекушева появились оригинальные «перспективные» порталы и наличники, тема которых стала фактически главной в постройках архитектора периода модерна. Крупную, сужающуюся кверху каменную кладку цоколя, рисунок колонки лоджии, композицию окон уличного ризалита, сочетание в отделке фасадов облицованных и оштукатуренных поверхностей, декоративную обработку сильно выступающих оконных импостов зодчий использовал позднее в других своих постройках, в частности во втором собственном доме на Остоженке. Прямые цитаты декоративной обработки особняка Листа присутствуют во втором по времени московском здании в стиле модерн — построенном Кекушевым в 1900 году особняке Саарбекова на Поварской улице: они заметны в оформлении вестибюля, отделке потолков, окон и дверей и других элементах интерьеров. Стремление Кекушева объёмно выделить все намеченные в плане помещения, получившее отражение в неосуществлённом проекте особняка Северного домостроительного общества и реализованное при строительстве особняка Листа, прослеживается в особняках Миндовского и Понизовского, построенных по проекту Кекушева на той же Поварской улице в 1903 году. Деревянные ограждения парадной лестницы особняка Миндовского напоминают аналогичные элементы лестницы в особняке Листа; похожи и рисунки первоначальных ограждений участков. М. В. Нащокина полагает, что выработке архитектором при постройке особняка Листа основных авторских приёмов способствовало отсутствие изначального давления со стороны заказчика, что дало Кекушеву известную свободу художественного выражения.
Некоторые элементы композиции и детали оформления особняка цитировались позднее и другими русскими зодчими. Так, в частности, по свидетельству архитектора П. Ф. Алёшина, «предметом многочисленных более и менее удачных подражений» стал венчающий здание лёгкий металлический карниз. Уильям Брумфилд называет особняк Листа «прецедентом», позволившим Фёдору Шехтелю при проектировании и строительстве в 1900—1903 годах особняка С. П. Рябушинского применить похожий композиционный приём, основанный на взаимодействии блокированных прямоугольных элементов.

### Переделки и утраты
Первоначальный и современный вид особняка
Помимо интерьеров особняка, первоначальная отделка которых большей частью утрачена, изменения коснулись и внешнего облика здания. Наиболее заметны переделки угловой части постройки: лоджия получила ограждение парапетом с балясинами традиционной формы (вероятно, до 1904 года), застроившим свободно стоящий постамент колонки, что значительно ослабило первоначальный композиционный контраст и нарушило художественный образ колонки; позднее было утрачено рельефное завершение углового аттика и декоративное заполнение небольшой ниши над лоджией на боковом фасаде. Не сохранилась выполненная из тёмного морёного дуба оконная рама башнеообразного объёма; ныне она заменена светлым пластиковым переплётом. Изначальная фактура других оконных рам и входной двери скрыта под слоем тёмно-коричневой краски. Оригинальной окраски также лишился цинковый карниз, тонированный Кекушевым в бледно-зелёный цвет, под старую бронзу.

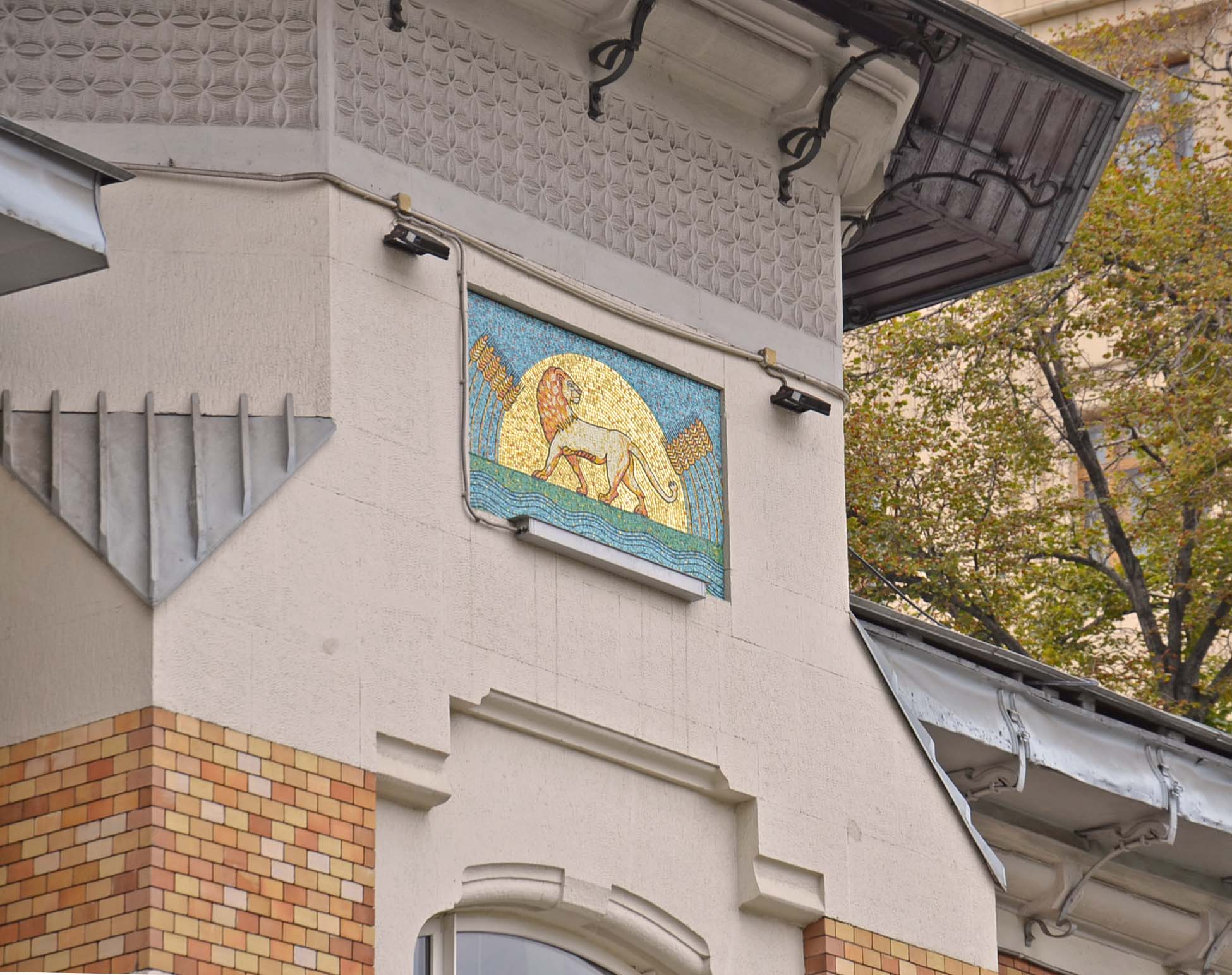
Мозаичное панно в верхней части башнеообразного объёма установлено в 2012 году

В конце 1990-х годов специалистами Центральных научно-реставрационных проектных мастерских под руководством архитектора-реставратора Б. Г. Могинова была проведена реставрация особняка, в результате которой некоторым деталям его внешней и внутренней отделки вернули первоначальный облик. В 2012 году в нише над окном парадной лестницы установили новую мозаику с изображением льва на фоне восходящего солнца, чем, по мнению М. В. Нащокиной, современные владельцы «хотели подчеркнуть пиетет к имени зодчего — создателя постройки»: изображение льва — своеобразная архитектурная подпись Льва Кекушева, в том или ином виде присутствующая во многих его постройках.
Неоднократно менялись конструкция и рисунок ограды владения. Изначально въезд на участок был оформлен выполненными по эскизу Кекушева низкими коваными воротами с орнаментальными створками, в рисунке которых он использовал мотив завитка спирали, и такой же высоты и похожего рисунка калиткой. Ворота и калитка были закреплены на двух каменных устоях, облицованных теми же материалами, что и фасады особняка. Позднее низкие элементы ограды были заменены другими, более высокими и примитивными, снесены столбы, ликвидирована калитка. Первоначальные створки ворот после окончания реставрации особняка некоторое время сохранялись на территории владения, к настоящему времени они утрачены.
В 1925 году были частично перестроены служебные корпуса. В 2000-х годах, при возведении с задней стороны владения нового корпуса министерства иностранных дел, территорию участка значительно урезали, а служебные постройки, несмотря на наличие охранного статуса, снесли.

## В фольклоре
По одной из версий, особняк Листа — один из возможных адресов Маргариты из романа Михаила Булгакова «Мастер и Маргарита» («Маргарита Николаевна со своим мужем вдвоём занимали весь верх прекрасного особняка в саду в одном из переулков близ Арбата. Очаровательное место!»).